# Пятигорка
Пятиго́рка (до 1972 года — река Угодинза) — река на Дальнем Востоке России в Приморском крае.
Река берёт начало в Спасском районе, в южной части Сихотэ-Алиня, на восточных склонах Шпилевой сопки. Впадает в р. Арсеньевка слева, в 29 км от её устья.
Длина реки 48 км, площадь бассейна 728 км², общее падение реки 327 м, средний уклон 6,8 ‰. Ширина реки не превышает 20 м. Глубина реки изменяется от 0,2 до 1,5 м. Скорости течения колеблются от 0,4 до 1 м/с. Русло извилистое. Берега преимущественно обрывистые, высотой до 1,5 — 2,5 м.
Основные притоки: Еловый Ключ, Заблуждения, Александров Ключ, Чёрная Речка. После впадения реки Заблуждения по реке Пятигорка проходит административная граница между Спасским и Яковлевским районом Приморского края.
Сток реки Пятигорка в течение года распределен крайне неравномерно: почти 95 % годового объёма проходит в теплый период. В летнее время часты паводки, вызываемые интенсивными продолжительными дождями, высота подъёма воды 1 — 1,5 м, в исключительных случаях — до 2,5 м.
Населённых пунктов на реке нет. Пересекает автомобильную дорогу Спасск-Дальний — Варфоломеевка. В окрестностях автодорожного моста (между сёлами Нововладимировка и Яковлевка) в советское время работали пионерские лагеря, там же — развалины села Горное.